# Progress M-39
Progress M-39 (ryska: Прогресс М-39) var en rysk obemannad rymdfarkost som levererade förnödenheter, syre, vatten och bränsle till rymdstationen Mir. Den sköts upp med en Sojuz-U-raket från Kosmodromen i Bajkonur den 14 maj 1998 och dockade med Mir den 16 maj. Den 12 augusti 1998 ut dockade Progress M-39 från Mir, den 1 september dockade den återigen men stationen. Farkosten lämnade rymdstationen den 25 oktober 1998 och brann upp i jordens atmosfär den 29 oktober 1998.

### Fotnoter
1. ↑  ”NASA Space Science Data Coordinated Archive” (på engelska). NASA. https://nssdc.gsfc.nasa.gov/nmc/spacecraft/display.action?id=1998-031A. Läst 1 mars 2020.
2. ↑  Manned Astronautics - Figures & Facts, läst 15 juli 2016.